# Médaille Stampacchia
La médaille Stampacchia est un prix mathématique international décerné tous les trois ans par l'Union mathématique italienne (UMI) en collaboration avec la Fondation Ettore Majorana (Erice), en reconnaissance de contributions exceptionnelles au domaine du calcul des variations et des applications connexes. La médaille, nommée d'après le mathématicien italien Guido Stampacchia, est décernée à un mathématicien dont l'âge ne dépasse pas les 35 ans.

## Lauréats
- 2003 Tristan Rivière (École polytechnique fédérale de Zurich)
- 2006 Giuseppe Mingione (université de Parme)
- 2009 Camillo De Lellis (université de Zurich)
- 2012 Ovidiu Savin (université Columbia)
- 2015 Alessio Figalli (université du Texas à Austin) [2].
- 2018 Guido De Philippis (École internationale supérieure d'études avancées) [3]
- 2021 Xavier Ros-Oton (ICREA et Université de Barcelone)[4]